# كارلوس غونزاليس (مدرب كرة قدم)
كارلوس غونزاليس خواريز (بالإسبانية: Carlos González Juárez) (مواليد 7 أبريل 1986) هو مدرب كرة قدم إسباني.

## حياته المبكرة
وُلِد غونزاليس في غرناطة. بعد أن تخلّى عن مسيرته كلاعب، درس علوم الرياضة في جامعتي ألفونسو العاشر الحكيم وغرناطة، والتي مهدت له الطريق ليصبح مدربًا في كرة القدم.

## مسيرته التدريبية

### مالقا
في عام 2012، بدأ غونزاليس العمل كمدرب في أكاديمية نادي مالقا في الدوري الإسباني.

### أتلتيكو مدريد
في عام 2015، غادر مالقا ليعمل كمدرب في أكاديمية أتلتيكو مدريد. في عام 2018، أصبح مديرًا لفريق تحت 19 عامًا وقادهم إلى نهائي كأس ملك إسبانيا للشباب 2019، حيث خسر الفريق أمام فياريال.

### الكويت
في 24 فبراير 2021، انتقل غونزاليس إلى الكويت لتولي منصب مدرب نادي الكويت، وهو أول منصب له كمدرب للفريق الأول في نادٍ، وذلك بالتزامن مع توليه تدريب منتخب الكويت تحت 23 عاما. غادر نادي الكويت في يوليو من نفس العام، لكنه استمر في تدريب منتخب الكويت تحت 23 سنة خلال تصفيات بطولة آسيا تحت 23 سنة لكرة القدم 2022، حيث قاد المنتخب للتأهل إلى البطولة النهائية. وفي نوفمبر 2021، تم تعيين غونزاليس مدربًا للمنتخب الكويتي الأول، وقاد الفريق في مباريات ودية ضد كل من جمهورية التشيك وليتوانيا خلال ذلك الشهر، بالإضافة إلى مباراتين وديتين أمام ليبيا في أوائل عام 2022.

### أتلتيكو أوتاوا
في 24 فبراير 2022، وقّع غونزاليس عقدًا كمدرب رئيسي لنادي أتلتيكو أوتاوا، الفريق الكندي المملوك لنادي أتلتيكو مدريد، والناشط في الدوري الدوري الكندي الممتاز. في 28 أكتوبر 2022، وبعد أن قاد الفريق لاحتلال المركز الأول في الموسم العادي للدوري، تم اختياره كمدرب العام في الدوري الكندي الممتاز. وبعد نهاية موسم 2024، اتفق غونزاليس والنادي على إنهاء العلاقة بينهما بالتراضي.

## الأوسمة

### أتلتيكو أوتاوا
- الدوري الكندي الممتاز
  - الموسم العادي: 2022[8]
  - مدرب العام في الدوري الكندي الممتاز: 2022

## الإحصاءات الإدارية
آخر تحديث 1 مايو 2024.
| الفريق            | من             | إلى            | السجل | السجل | السجل | السجل | السجل | السجل | السجل  | السجل        |
| الفريق            | من             | إلى            | م     | ف     | ت     | خ     | له    | عليه  | الفارق | نسبة الفوز % |
| ----------------- | -------------- | -------------- | ----- | ----- | ----- | ----- | ----- | ----- | ------ | ------------ |
| نادي الكويت       | 24 فبراير 2021 | يوليو 2021     | 17    | 10    | 5     | 2     | 38    | 18    | +20    | 058٫82       |
| الكويت تحت 23 سنة | 24 فبراير 2021 | نوفمبر 2021    | 8     | 3     | 3     | 2     | 10    | 12    | −2     | 037٫50       |
| الكويت            | نوفمبر 2021    | فبراير 2022    | 4     | 1     | 1     | 2     | 3     | 10    | −7     | 025٫00       |
| أتلتيكو أوتاوا    | 24 فبراير 2022 | 21 نوفمبر 2024 | 65    | 28    | 17    | 20    | 94    | 71    | +23    | 043٫08       |
| المجموع           | المجموع        | المجموع        | 94    | 42    | 26    | 26    | 145   | 111   | +34    | 044٫68       |

## روابط خارجية
- كارلوس غونزاليس (مدرب كرة قدم) على موقع قاعدة بيانات كرة القدم.إي يو (الإنجليزية)
- كارلوس غونزاليس (مدرب كرة قدم) على موقع Soccerway.com (الإنجليزية)
- كارلوس غونزاليس (مدرب كرة قدم) على موقع كووورة